# Justin Marks
Justin Michael Marks (né le 12 janvier 1988 à Owensboro, Kentucky, États-Unis) est un lanceur gaucher des Ligues majeures de baseball sous contrat avec les Rays de Tampa Bay.

## Carrière
Alors qu'il évolue à l'école secondaire en 2006, Justin Marks est d'abord drafté par les Red Sox de Boston au 37e tour de sélection, mais il repousse l'offre et rejoint les 
Cardinals de l'Université de Louisville. Il est mis sous contrat par les Athletics d'Oakland, qui le choisissent au 3e tour du repêchage amateur de 2009.
Le 10 novembre 2010, alors qu'il évolue en ligues mineures, Marks et le lanceur  droitier Vin Mazzaro sont échangés aux Royals de Kansas City par les Athletics, en retour du voltigeur David DeJesus. 
Le 20 avril 2014, Justin Marks fait ses débuts dans le baseball majeur comme lanceur de relève des Royals dans un match contre les Twins du Minnesota. Il accorde trois points mérités sur quatre coups sûrs et trois buts-sur-balles en deux manches lancées à son seul match avec les Royals, qui vendent son contrat aux Athletics d'Oakland le 6 juin suivant. Le 20 juin 2014, Marks, qui n'a pas joué pour les Athletics, est transféré aux Rangers du Texas. Il ne joue pas un seul match avec les Rangers, qui le libèrent le 25 juillet suivant.
Le 19 janvier 2016, il signe un contrat des ligues mineures avec les Rays de Tampa Bay et est invité à leur entraînement de printemps